# Giro d’Italia 2023/21. Etappe
Die 21. Etappe des Giro d’Italia 2023 fand am 28. Mai 2023 statt und bildete den Abschluss der 106. Austragung des italienischen Etappenrennens. Die Strecke startete und endete in Rom und führte über 126 Kilometer. Nach der Etappe hatten die Fahrer die Gesamtdistanz von 3348,8 Kilometern zurückgelegt. Die Organisatoren der Rundfahrt bewerteten die Schwierigkeit der Etappe mit einem von fünf Sternen.

## Streckenverlauf
Der neutralisierte Start erfolgte in Rom im Stadtviertel Esposizione Universale di Roma (EUR) auf der Quadrato della Concordia vor dem Palazzo della Civiltà Italiana. Im Anschluss führte die Strecke auf die Via Cristoforo Colombo, die den Palazzetto dello Sport passiert, ehe das Rennen nach 2,5 Kilometern auf dem Piazzale Venticinque Marzo 1957 freigegeben wurde.
Nach dem offiziellen Start führte die Strecke auf der Via Cristoforo Colombo in Richtung Südwesten zur Küste des Tyrrhenischen Meeres. Bei Ostia, wendeten die Fahrer nach 18,6 Kilometern vor dem Fontana dello Zodiaco und gelangten nach 35 Kilometern erneut zum Startort. Nun führte die Via Cristoforo Colombo in Richtung Innenstadt, die nach rund 40 Kilometern über das Porta Ardeatina erreicht wurde. Kurz drauf wurde der abschließende 13,6 Kilometer lange Rundkurs in Angriff genommen, der nach der ersten Zieldurchfahrt bei Kilometer 44,4 sechs Mal befahren werden musste.
Nach der Zieldurchfahrt auf der Via dei Fori Imperiali, führte die Strecke vorbei am Monumento a Vittorio Emanuele II und Piazza Venezia auf die Corso Vittorio Emanuele II. Über diese gelangten die Fahrer unweit des Pantheon, Piazza Navona und der Santa Maria in Vallicella zum Ufer des Tiber. Vor der Ponte Vittorio Emanuele II bog die Strecke rechts ab und verlief auf der Lungotevere Tor di Nona stromaufwärts vorbei am Augustusmausoleum bis kurz vor den Piazza del Popolo, wo der Tiber über die Ponte Regina Margherita überquert wurde. Am anderen Ufer ging es nun vorbei am Kassationsgerichtshof, ehe die Engelsburg umrundet und ein kleines Stück der Via della Conciliazione befahren wurde. Unweit des Petersdoms bogen die Fahrer nach dem Auditorium Conciliazione Links ab und überquerten den Tiber über die Ponte Vittorio Emanuele II erneut. Auf der Lungotevere dei Tebaldi folgte nun ein längerer gerader Abschnitt, der vorbei an der Tiberinsel und dem Tempel des Hercules Victor zum Circus Maximus führte. Kurz darauf wurden die Caracalla-Thermen umrundet, ehe die drei Kilometermarke nach einer Linkskurve auf die Viale delle Terme di Caracalla erreicht wurde. Vor dem Circus Maximus bogen die Fahrer Rechts auf die Via di San Gregorio ab, die vorbei am Palatin zum Kolosseum führte. Unweit des Konstantinsbogen wurde der letzte Kilometer erreicht, der zunächst um das Kolosseum führte, ehe das Ziel auf der langen, gepflasterten Via dei Fori Imperiali erreicht wurde. Die Ziellinie befand sich am Ende des Forum Romanum auf der Höhe der Julius-Caesar-Statue.
Am Ende der zweiten und vierten Runde wurden auf der Ziellinie zwei Zwischensprints bei den Kilometern 71,6 und 98,8 ausgefahren.
|                       | Ort                          | Kilometer |
| --------------------- | ---------------------------- | --------- |
| neutralisierter Start | Rom (EUR)                    | −2,5      |
| offizieller Start     | Rom (Via Cristoforo Colombo) | 0         |
| Zieldurchfahrt        | Rom (Via dei Fori Imperiali) | 44,4      |
| Zieldurchfahrt        | Rom (Via dei Fori Imperiali) | 58        |
| Zwischensprint        | Rom (Via dei Fori Imperiali) | 71,6      |
| Zieldurchfahrt        | Rom (Via dei Fori Imperiali) | 71,6      |
| Zieldurchfahrt        | Rom (Via dei Fori Imperiali) | 85,2      |
| Zwischensprint        | Rom (Via dei Fori Imperiali) | 98,8      |
| Zieldurchfahrt        | Rom (Via dei Fori Imperiali) | 98,8      |
| Zieldurchfahrt        | Rom (Via dei Fori Imperiali) | 112,4     |
| Ziel                  | Rom (Via dei Fori Imperiali) | 126       |

## Rennverlauf
Nach der ersten Zieldurchfahrt kam es zu den ersten Angriffen im Fahrerfeld. Mit Toms Skujiņš (Trek-Segafredo), Maxime Bouet (Arkéa-Samsic) und Cesare Benedetti (Bora-hansgrohe) setzten sich drei Fahrer vom Peloton ab. Das Trio fuhr einen kleinen Vorsprung heraus, stellte jedoch keine Gefahr für die Sprinter dar. Toms Skujiņš gewann den ersten Zwischensprint vor Maxime Bouet und Cesare Benedetti. Dahinter sicherten sich Alex Kirsch (Trek-Segafredo) und Derek Gee (Israel-Premier Tech) die weiteren Punkte. Beim zweiten Zwischensprint sicherten sich die gleichen drei Fahrer die Bonussekunden.
12 Kilometer vor dem Ziel wurden die Ausreißer zu Beginn der letzten Runde eingeholt. Derek Gee griff rund fünf Kilometer vor dem Ziel an, konnte sich jedoch nicht entscheidend absetzen. Auf den letzten zwei Kilometern führte Geraint Thomas (Ineos Grenadiers) kurzzeitig das Fahrerfeld an und unterstützte seinen Landsmann Mark Cavendish (Astana Qazaqstan), der im Finale mit Luis León Sánchez nur noch einen Teamkollegen an seiner Seite hatte. Der Brite nutzte die Vorarbeit und feierte seinen 17. Etappensieg beim Giro d’Italia. Dahinter belegten Alex Kirsch und Filippo Fiorelli (Green Project-Bardiani CSF-Faizanè) die weiteren Plätze. Pascal Ackermann (UAE Team Emirates) kam im Zielsprint zu Sturz, konnte die Etappe jedoch beenden.
Primož Roglič (Jumbo-Visma) erreichte das Ziel im Hauptfeld und fixierte somit den Gesamtsieg des Giro d’Italia. Auch in den anderen Sonderwertungen kam es auf der Abschlussetappe zu keinen Veränderungen.

## Ergebnis
| \| Etappenergebnis \| Etappenergebnis \| Etappenergebnis \| Etappenergebnis \| Etappenergebnis \| \| Fahrer \| Fahrer \| Land \| Team \| Zeit \| \| --------------- \| ----------------- \| ---------------------- \| ---------------------------------- \| --------------- \| \| 1. \| Mark Cavendish \| Vereinigtes Königreich \| Astana Qazaqstan Team \| 2 h 48 min 26 s \| \| 2. \| Alex Kirsch \| Luxemburg \| Trek-Segafredo \| + 0 s \| \| 3. \| Filippo Fiorelli \| Italien \| Green Project-Bardiani CSF-Faizanè \| + 0 s \| \| 4. \| Alberto Dainese \| Italien \| Team DSM \| + 0 s \| \| 5. \| Alexander Krieger \| Deutschland \| Alpecin-Deceuninck \| + 0 s \| \| 6. \| Jake Stewart \| Vereinigtes Königreich \| Groupama-FDJ \| + 0 s \| \| 7. \| Fernando Gaviria \| Kolumbien \| Movistar Team \| + 0 s \| \| 8. \| Michael Matthews \| Australien \| Team Jayco AlUla \| + 0 s \| \| 9. \| Arne Marit \| Belgien \| Intermarché-Circus-Wanty \| + 0 s \| \| 10. \| Campbell Stewart \| Neuseeland \| Team Jayco AlUla \| + 0 s \| |                   |                        |                                    |                 |
| |                   |                        |                                    |                 |
| Quelle: ProCyclingStats |                   |                        |                                    |                 |
| Etappenergebnis |                   |                        |                                    |                 |
| Fahrer | Fahrer            | Land                   | Team                               | Zeit            |
| 1. | Mark Cavendish    | Vereinigtes Königreich | Astana Qazaqstan Team              | 2 h 48 min 26 s |
| 2. | Alex Kirsch       | Luxemburg              | Trek-Segafredo                     | + 0 s           |
| 3. | Filippo Fiorelli  | Italien                | Green Project-Bardiani CSF-Faizanè | + 0 s           |
| 4. | Alberto Dainese   | Italien                | Team DSM                           | + 0 s           |
| 5. | Alexander Krieger | Deutschland            | Alpecin-Deceuninck                 | + 0 s           |
| 6. | Jake Stewart      | Vereinigtes Königreich | Groupama-FDJ                       | + 0 s           |
| 7. | Fernando Gaviria  | Kolumbien              | Movistar Team                      | + 0 s           |
| 8. | Michael Matthews  | Australien             | Team Jayco AlUla                   | + 0 s           |
| 9. | Arne Marit        | Belgien                | Intermarché-Circus-Wanty           | + 0 s           |
| 10. | Campbell Stewart  | Neuseeland             | Team Jayco AlUla                   | + 0 s           |

## Gesamtstände
| \| Gesamtwertung \| Gesamtwertung \| Gesamtwertung \| Gesamtwertung \| Gesamtwertung \| \| Fahrer \| Fahrer \| Land \| Team \| Zeit \| \| ------------- \| ------------------ \| ---------------------- \| ------------------ \| ---------------- \| \| 1. \| Primož Roglič \| Slowenien \| Jumbo-Visma \| 85 h 29 min 02 s \| \| 2. \| Geraint Thomas \| Vereinigtes Königreich \| Ineos Grenadiers \| + 14 s \| \| 3. \| João Almeida \| Portugal \| UAE Team Emirates \| + 1 min 15 s \| \| 4. \| Damiano Caruso \| Italien \| Bahrain Victorious \| + 4 min 40 s \| \| 5. \| Thibaut Pinot \| Frankreich \| Groupama-FDJ \| + 5 min 43 s \| \| 6. \| Thymen Arensman \| Niederlande \| Ineos Grenadiers \| + 6 min 05 s \| \| 7. \| Eddie Dunbar \| Irland \| Team Jayco AlUla \| + 7 min 30 s \| \| 8. \| Andreas Leknessund \| Norwegen \| Team DSM \| + 7 min 31 s \| \| 9. \| Lennard Kämna \| Deutschland \| Bora-Hansgrohe \| + 7 min 46 s \| \| 10. \| Laurens De Plus \| Belgien \| Ineos Grenadiers \| + 9 min 08 s \| |                    |                        |                    |                  |
| |                    |                        |                    |                  |
| Quelle: ProCyclingStats |                    |                        |                    |                  |
| Gesamtwertung |                    |                        |                    |                  |
| Fahrer | Fahrer             | Land                   | Team               | Zeit             |
| 1. | Primož Roglič      | Slowenien              | Jumbo-Visma        | 85 h 29 min 02 s |
| 2. | Geraint Thomas     | Vereinigtes Königreich | Ineos Grenadiers   | + 14 s           |
| 3. | João Almeida       | Portugal               | UAE Team Emirates  | + 1 min 15 s     |
| 4. | Damiano Caruso     | Italien                | Bahrain Victorious | + 4 min 40 s     |
| 5. | Thibaut Pinot      | Frankreich             | Groupama-FDJ       | + 5 min 43 s     |
| 6. | Thymen Arensman    | Niederlande            | Ineos Grenadiers   | + 6 min 05 s     |
| 7. | Eddie Dunbar       | Irland                 | Team Jayco AlUla   | + 7 min 30 s     |
| 8. | Andreas Leknessund | Norwegen               | Team DSM           | + 7 min 31 s     |
| 9. | Lennard Kämna      | Deutschland            | Bora-Hansgrohe     | + 7 min 46 s     |
| 10. | Laurens De Plus    | Belgien                | Ineos Grenadiers   | + 9 min 08 s     |

| Punktewertung | Punktewertung       | Punktewertung          | Punktewertung         | Punktewertung |
| Fahrer        | Fahrer              | Land                   | Team                  | Punkte        |
| ------------- | ------------------- | ---------------------- | --------------------- | ------------- |
| 1.            | Jonathan Milan      | Italien                | Bahrain Victorious    | 217 P.        |
| 2.            | Derek Gee           | Kanada                 | Israel-Premier Tech   | 164 P.        |
| 3.            | Michael Matthews    | Australien             | Team Jayco AlUla      | 101 P.        |
| 4.            | Mark Cavendish      | Vereinigtes Königreich | Astana Qazaqstan Team | 101 P.        |
| 5.            | Pascal Ackermann    | Deutschland            | UAE Team Emirates     | 95 P.         |
| 6.            | Toms Skujiņš        | Lettland               | Trek-Segafredo        | 91 P.         |
| 7.            | Nico Denz           | Deutschland            | Bora-Hansgrohe        | 77 P.         |
| 8.            | Magnus Cort Nielsen | Dänemark               | EF Education-EasyPost | 68 P.         |
| 9.            | Alberto Dainese     | Italien                | Team DSM              | 63 P.         |
| 10.           | Primož Roglič       | Slowenien              | Jumbo-Visma           | 56 P.         |

| Bergwertung | Bergwertung            | Bergwertung | Bergwertung                        | Bergwertung |
| Fahrer      | Fahrer                 | Land        | Team                               | Punkte      |
| ----------- | ---------------------- | ----------- | ---------------------------------- | ----------- |
| 1.          | Thibaut Pinot          | Frankreich  | Groupama-FDJ                       | 237 P.      |
| 2.          | Derek Gee              | Kanada      | Israel-Premier Tech                | 200 P.      |
| 3.          | Ben Healy              | Irland      | EF Education-EasyPost              | 164 P.      |
| 4.          | Davide Bais            | Italien     | Eolo-Kometa                        | 144 P.      |
| 5.          | Einer Rubio            | Kolumbien   | Movistar Team                      | 118 P.      |
| 6.          | Primož Roglič          | Slowenien   | Jumbo-Visma                        | 86 P.       |
| 7.          | Santiago Buitrago      | Kolumbien   | Bahrain Victorious                 | 82 P.       |
| 8.          | Davide Gabburo         | Italien     | Green Project-Bardiani CSF-Faizanè | 69 P.       |
| 9.          | João Almeida           | Portugal    | UAE Team Emirates                  | 67 P.       |
| 10.         | Aurélien Paret-Peintre | Frankreich  | AG2R Citroën Team                  | 56 P.       |

| Nachwuchswertung | Nachwuchswertung   | Nachwuchswertung   | Nachwuchswertung         | Nachwuchswertung  |
| Fahrer           | Fahrer             | Land               | Team                     | Zeit              |
| ---------------- | ------------------ | ------------------ | ------------------------ | ----------------- |
| 1.               | João Almeida       | Portugal           | UAE Team Emirates        | 85 h 30 min 17 s  |
| 2.               | Thymen Arensman    | Niederlande        | Ineos Grenadiers         | + 4 min 50 s      |
| 3.               | Andreas Leknessund | Norwegen           | Team DSM                 | + 6 min 16 s      |
| 4.               | Einer Rubio        | Kolumbien          | Movistar Team            | + 9 min 28 s      |
| 5.               | Ilan Van Wilder    | Belgien            | Soudal Quick-Step        | + 10 min 43 s     |
| 6.               | Santiago Buitrago  | Kolumbien          | Bahrain Victorious       | + 11 min 06 s     |
| 7.               | Filippo Zana       | Italien            | Team Jayco AlUla         | + 32 min 07 s     |
| 8.               | Laurens Huys       | Belgien            | Intermarché-Circus-Wanty | + 51 min 03 s     |
| 9.               | Brandon McNulty    | Vereinigte Staaten | UAE Team Emirates        | + 1 h 06 min 28 s |
| 10.              | Marco Frigo        | Italien            | Israel-Premier Tech      | + 1 h 23 min 21 s |

| Mannschaftswertung | Mannschaftswertung    | Mannschaftswertung           | Mannschaftswertung |
| Team               | Team                  | Land                         | Zeit               |
| ------------------ | --------------------- | ---------------------------- | ------------------ |
| 1.                 | Bahrain Victorious    | Bahrain                      | 256 h 21 min 18 s  |
| 2.                 | Ineos Grenadiers      | Vereinigtes Königreich       | + 16 min 22 s      |
| 3.                 | Jumbo-Visma           | Niederlande                  | + 30 min 40 s      |
| 4.                 | UAE Team Emirates     | Vereinigte Arabische Emirate | + 51 min 53 s      |
| 5.                 | AG2R Citroën Team     | Frankreich                   | + 1 h 21 min 30 s  |
| 6.                 | Bora-Hansgrohe        | Deutschland                  | + 1 h 25 min 31 s  |
| 7.                 | Astana Qazaqstan Team | Kasachstan                   | + 1 h 31 min 44 s  |
| 8.                 | Team Jayco AlUla      | Australien                   | + 1 h 32 min 51 s  |
| 9.                 | Israel-Premier Tech   | Israel                       | + 1 h 51 min 54 s  |
| 10.                | EF Education-EasyPost | Vereinigte Staaten           | + 2 h 18 min 52 s  |